# Броншевиці (гміна)
Гміна Броншевіце (пол. Gmina Brąszewice) — сільська гміна у центральній Польщі. Належить до Серадзького повіту Лодзинського воєводства.
Станом на 31 грудня 2011 у гміні проживало 4481 особа.

## Площа
Згідно з даними за 2007 рік площа гміни становила 106.33 км², у тому числі:
- орні землі: 62.00%
- ліси: 35.00%

Таким чином, площа гміни становить 7.13% площі повіту.

## Населення
Станом на 31 грудня 2011:
| Опис     | Загалом | Загалом | Чоловіки | Чоловіки | Жінки | Жінки |
| -------- | ------- | ------- | -------- | -------- | ----- | ----- |
| одиниця  | осіб    | %       | осіб     | %        | осіб  | %     |
| все      | 4481    | 100     | 2270     | 50.66    | 2211  | 49.34 |
| міське   | 0       | 100     | 0        |          | 0     |       |
| сільське | 4481    | 100     | 2270     | 50.66    | 2211  | 49.34 |

## Сусідні гміни
Гміна Броншевіце межує з такими гмінами: Бжезньо, Бжезіни, Блашкі, Врублев, Злочев, Кльонова, Чайкув.